# Isatou
Isatou (Schreibvarianten: Issatou, Aisato, Aisatou, Aissatou und Aïssatou) ist ein weiblicher Vorname.

## Herkunft und Bedeutung
Isatou ist eine in Westafrika verbreitete weibliche Form des arabischen Vornamens Isa (auch: Issa), der muslimischen Bezeichnung für Jesus.

## Namensträgerinnen

### Aissattou
- Aissatou Barry (Schwimmerin) (* 1979), guineische Schwimmerin

### Aïssatou
- Aïssatou Badji, (* 1980), senegalesische Leichtathletin
- Aïssatou Cissé (* 1971), senegalesische Schriftstellerin und Aktivistin
- Aïssatou Diallo Sagna (* 1983), französische Laiendarstellerin
- Aïssatou Kouyaté (* 1995), französische Handballspielerin
- Aïssatou Mbodj, senegalesische Politikerin
- Aïssatou Tounkara (* 1995), französische Fußballspielerin

### Isatou
- Isatou Jallow (* 1997), gambische Fußballspielerin
- Isatou Njie Saidy (* 1952), gambische Politikerin und Vizepräsidentin von Gambia
- Lisa Aisato Njie Solberg (* 1981), norwegische Illustratorin, Bilderbuchautorin und Malerin
- Isatou Nyang (* 1984), gambische Leichtathletin
- Isatou Touray (Politikerin) (* 1955), gambische Frauenrechtsaktivistin
- Isatou Touray (Schiedsrichterin) (* 1986), gambische Fußballschiedsrichterin